# Kokno (Równina Torzymska)
Kokno (Kolno, Kuchenne, Bytnickie) – jezioro w woj. lubuskim, w pow. krośnieńskim, w gminie Bytnica o pow. ok. 33,4 ha, objętości 374,9 tys. m³ i średniej głębokości 1,1 m. Jezioro przepływowe (rzeka Biela). Położone w centrum wsi Bytnica. Silnie zeutrofizowane i płytkie jezioro, błyskawicznie zarasta roślinnościa wynurzoną i zanurzoną. Wchodzi w skład obwodu rybackiego "Jezioro Głębokie".